# Damir Mršić
Damir Mršić, noto anche con il nome turco di Demir Kaan (Tuzla, 25 ottobre 1970), è un ex cestista bosniaco naturalizzato turco.

## Carriera
Con la Bosnia ed Erzegovina ha disputato tre edizioni dei Campionati europei (2001, 2003, 2005).

## Palmarès
- Campionato turco: 3

Fenerbahçe Ülker: 2006-07, 2007-08, 2009-10
- Coppa di Croazia: 2

Spalato: 1993, 1994
- Coppa di Russia: 1

UNICS Kazan': 2002-03
- Coppa di Turchia: 1

Fenerbahçe Ülker: 2009-10